# Les Jumelles
Pour les articles homonymes, voir Les Jumelles (homonymie).
Les Jumelles est le nom donné à un couple de sommets situé dans le Chablais valaisan, sur le territoire de la commune de Vouvry, dans le canton du Valais en Suisse. La Grande Jumelle culmine à 2 215 mètres d'altitude et la Petite Jumelle à 2 185 mètres. Voisines du Grammont et du mont Gardy, elles font partie du massif du Chablais.
Les deux sommets dominent le lac de Tanay. Ce panorama a été le sujet d'un timbre de 60 centimes émis en 1993 par la Poste suisse.
L’ascension de la Grande Jumelle comporte un bref passage d’escalade sur une arête exposée, qui requiert un pied très sûr. Sa difficulté est cotée T3.

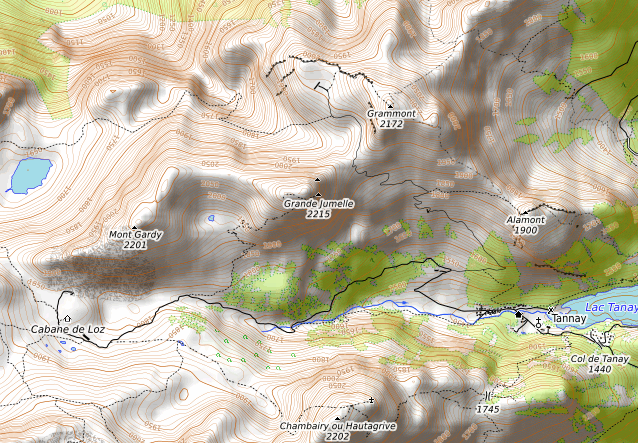
Carte topographique des Jumelles.